# Planet Voyage
Planet Voyage es un álbum de música New Age del grupo alemán Cusco, lanzado en 1982.

## Pistas
1. Milky Way 5:51
2. Ursa Minor 3:46
3. Pisces 4:08
4. Swan 4:28
5. Andrómeda 5:02
6. Venus 5:38
7. Leo 4:36
8. Saturn 3:38
9. Mars 4:34
10. Pegasus 4:25

- Datos: Q7201185